# Lepidosaphes similis
Lepidosaphes similis är en insektsart som beskrevs av John Wyman Beardsley 1975. 
Lepidosaphes similis ingår i släktet Lepidosaphes och familjen pansarsköldlöss. Inga underarter finns listade i Catalogue of Life.